# Gerhard Teich
Gerhard Willy Teich (* 24. März 1912 in Leipzig; † im Mai 1986) war im NS-Staat Soziologe, SS-Hauptsturmführer und beim SD-Auslandsgeheimdienst Leiter verschiedener Auswertungsstellen in der Amtsgruppe VI C des Reichssicherheitshauptamtes (RSHA). Nach dem Krieg arbeitete er für das Institut für Weltwirtschaft in Kiel und als Agent für das Ministerium für Staatssicherheit (MfS) der DDR.

## Studium und Kriegszeit
Teich war seit 1928 im „Volksbund für das Deutschtum im Ausland“ (VDA) und trat bereits als Student 1932 in die NSDAP ein und engagierte sich in der NS-Studentenbewegung. Er studierte Soziologie, Geschichte und Geografie in Leipzig. Von 1936 bis 1939 unternahm er Studienreisen zur estnischen Universität Dorpat (Tartu). 1939 wurde Teich als stellvertretender Assistent an das „Institut für Grenz- und Auslandsstudien“ unter Karl Christian von Loesch in Berlin-Steglitz berufen und kehrte nach Beendigung seines Wehrdienstes als Assistent an das Institut zurück. Von hier wurde Teich für den Sicherheitsdienst (SD) der SS rekrutiert.
Für das noch im Aufbau befindliche Reichsministerium für die besetzten Ostgebiete (RMfdbO) wurde Teich vom Wehrdienst freigestellt. Anfang 1941 promovierte Teich in Berlin bei dem vormaligen Leipziger Soziologen Karl Heinz Pfeffer mit dem Thema „Bauerntum und Volkstum in Estland“. Die Dissertation wurde aus außenpolitischen Gründen nicht veröffentlicht.
Im Frühjahr 1941 wurde er als Assistent an der eng mit der ‚wissenschaftlichen Gegnerforschung’ des SD unter Dekan Franz-Alfred Six verflochtenen Auslandswissenschaftlichen Fakultät (Lehrstuhl Karl Christian von Loesch) der Friedrich-Wilhelms-Universität zu Berlin eingestellt. Parallel war Teich weiter als Leiter der Abteilung ‚Politische und wissenschaftliche Eigenarbeit’ am Institut für Grenz- und Auslandsstudien in Berlin-Steglitz (ebenfalls bei Karl Christian von Loesch) beschäftigt. Das Institut führte, so die Einschätzung des MfS, „Spionageaufträge für die Abwehrorgane der faschistischen Wehrmacht sowie für zentrale SS-Dienststellen“ durch und sei mit Bevölkerungsanalysen sowie Volkstums- und Rassenkunde besonders Osteuropas und Asiens befasst gewesen und stellte entsprechende Grundlagenmaterialien für politische und militärische Maßnahmen zusammen.
In der Folgezeit ist bemerkenswert, dass Gerhard Teich in einer Liste von Angehörigen des Sonderkommandos 1a der Einsatzgruppe A im Baltikum 1941 auftaucht. Das Sonderkommando 1a wurde von Sturmbannführer Martin Sandberger geleitet. Das korrespondiert mit der Doktorarbeit von Teich über Estland, mit seiner Arbeit am Institut für Grenz- und Auslandsstudien in Berlin, mit seiner Verwendung im Ostministerium und mit dem Ziel des Sonderkommandos 1a, dass unter Martin Sandberger in Estland einfiel. Sandberger wurde dort Befehlshaber der Sicherheitspolizei und des SD.
Kurz darauf nahm Teich als Vertreter des Instituts und „Experte für Fragen der Assimilation“ am 4. Februar 1942 an einer behördenübergreifenden Besprechung als Folgekonferenz zur Wannsee-Konferenz teil, die vom Reichsministerium für die besetzten Ostgebiete organisiert worden war. Im Mittelpunkt dieser Sitzung stand ein Meinungsaustausch über die „Fragen der Eindeutschung, insbesondere in den baltischen Ländern“, aber auch in der Tschechoslowakei und in Polen. Diskutiert wurde hierbei unter anderem, „ob nicht durch die Industrialisierung des baltischen Raumes zweckmäßigerweise die rassisch unerwünschten Teile der Bevölkerung verschrottet werden könnten“ oder „nach dem Osten evakuiert werden müssten“. Hintergrund war der „Generalplan Ost“, der vorsah, nach Kriegsende 31 Millionen „der rassisch unerwünschten Fremdvölkischen“, gemeint waren die Einwohner Polens, der Tschechoslowakei, des Baltikums und der sowjetischen Westgebiete nach Sibirien „auszusiedeln“. Gerhard Teich vertrat bei dieser Konferenz das Institut für Grenz- und Auslandsstudien. Zugleich war Teich als Gruppenleiter im Ostministerium unter SD-Sturmbannführer Bruno Peter Kleist zuständig für „politische Lenkung der fremden Volkstumsgruppen im Ostland – Russen/Polen/Ukrainer/Schweden/Krimtataren u. sonstige Volkstumssplitter“ zuständig.
1942 brachte er zusammen mit Heinz Rübel vom Rasse- und Siedlungshauptamt der SS und im Auftrag dieses Amtes sowie des Instituts für Grenz und Auslandsstudien das Buch „Völker, Volksgruppen und Volksstämme auf dem ehemaligen Gebiet der UdSSR, Geschichte, Verbreitung, Rasse, Bekenntnis“ heraus. Ebenfalls 1942 erschien seine Schrift „Scheinvolklichkeit des Judentums“, in der er die Juden als Urtyp der „Scheinvölker“ bezeichnet, die in der Forderung nach ihrer völligen Vernichtung gipfelt.
Im März 1943 nahm das Amt VI (SD-Ausland) des Reichssicherheitshauptamtes (RSHA) Gerhard Teich in seine Dienste und holte ihn sogleich zum Hauptkommando Russland-Mitte des „Unternehmens Zeppelin“ (UZ), dass bald darauf in Pleskau (Russisch Pskow) stationiert und im Juli 1943 zum Hauptkommando Zeppelin-Nord wurde.
Das Unternehmen Zeppelin operierte mit russischen Freiwilligen hinter den sowjetischen Linien, die dort für Spionage- und Sabotageaufgaben zum Einsatz gelangten. Die Aufgabe des mittlerweile zum Hauptsturmführer im SD ernannten Teich war als Ic-Offizier die operative Nachrichtengewinnung und -bearbeitung bei diesem Hauptkommando, dass dem baltendeutschen Sturmbannführer Otto Kraus unterstand. Teich war in dieser Funktion von März 1943 bis Februar 1944 eingesetzt, ehe er von Hans-Adolf Handrack abgelöst wurde, der einen vergleichbaren wissenschaftlichen Vorlauf hatte.
Teich übernahm anschließend das Auswertungsreferat RSHA VI C3 in Berlin in den Gebäuden des vormals hier einquartierten „Wannsee-Instituts“, Am Großen Wannsee 43–45 und war damit sowohl für das Unternehmen Zeppelin wie auch die Russland-Aufklärung des Auslands-SD Chefauswerter für die Operationen. Teich war bei RSHA VI C Sturmbannführer Dr. Erich Hengelhaupt unterstellt, dessen Ehefrau Mary Hengelhaupt bei Teich im Auswertungsreferat arbeitete. Teich und Hengelhaupt waren eng befreundet. Teich firmierte 1944 auch als „Unternehmen Teich“ und gab mit dem „Forschungsdienst Ost, Politische Informationen“ Hintergrundberichte zur Russland-Aufklärung heraus. Anfang September 1944 traf Gerhard Teich vom RSHA VI C in Graz ein, um das von Berlin nach Plankenwarth verlegte SD-Forschungsinstitut, das sogenannte „Wannsee-Institut“ wieder arbeitsfähig zu machen. Teich übernahm schließlich im Oktober 1944 das Institut von Michael Achmeteli, dass zur Gruppe VI G des RSHA gehörte.
Bis Kriegsende blieb Gerhard Teich in seinen Funktionen als Leiter des Auswertungsreferats VI C3 in Berlin als Brücke zwischen den Amtsgruppen VI C (Operative Aufklärung des russisch-asiatischen Einflussgebiets) und VI G (Wissenschaftlicher Forschungsdienst) bestehen. Kurz vor Kriegsende wurde das Wannsee-Institut noch von Hans Koch übernommen.

## Nachkriegszeit
Im Januar 1946 befand sich Teich im britischen Vernehmungslager Bad Nenndorf. Bei der Organisation Gehlen bestand danach der Verdacht, Teich wäre für den britischen Dienst tätig geworden.
Anschließend war er von den amerikanischen Besatzungsbehörden bis 1948 im Lager Dachau interniert. Nach Jahren freiberuflicher publizistischer Tätigkeit u. a. für das Statistische Bundesamt oder der Arbeitsgemeinschaft Osteuropa in Tübingen fand er im Januar 1956 Anstellung am Institut für Weltwirtschaft der Universität Kiel als Referent für Südosteuropa und in der Bibliothek.
Anfang Oktober 1962 besuchte Teich die Universitäts- und Landesbibliothek in Halle/Saale, was dem ex-Geheimdienstler des RSHA offensichtlich unproblematisch erschien. Sein Gesprächspartner war der Direktor der Bibliothek, Erhard Selbmann. Selbmann war jedoch dem MfS seit 1951 als Geheimer Informator„Fink“ verpflichtet und machte auf Teich aufmerksam. Es folgte eine längere Prüfungs- bzw. Anbahnungsphase. Die Hauptverwaltung A HVA/II/2 (Aufklärung und Bearbeitung der politischen Parteien, Organisationen der Bundesrepublik) des MfS registrierte Gerhard Teich erst ab 1968 unter dem Decknamen SEE. Die MfS-Datenbanken enthielten unter Teichs Registratur insgesamt 106 Informationseingänge. Sie betrafen Ausarbeitungen von Wissenschaftlern, Politikern oder Institutionen der Bundesrepublik zum Ost-West-Verhältnis sowie die DDR- und Osteuropaforschung. Die mit den Forschungen zum Wannsee-Institut betrauten Offiziere der HA IX/11 trafen sich im Frühjahr 1973 mit dem für Teich zuständigen HVA-Mitarbeiter Theodor Schönfelder. Sie erhielten unter anderem Berichte von „See“ über zwei im Rahmen des „Unternehmens Zeppelin“ eingesetzte Agenten- und Sabotagetrupps mit der Bezeichnung „Wologda I und II“ und „Josef I und II“, die an das KGB weitergeleitet wurden. Mit Erreichung des Rentenalters schied Teich 1977 aus dem Institut für Weltwirtschaft aus. Im Jahr darauf endete vermutlich auch die Kooperation mit dem MfS, da in der Datenbank keine weiteren Informationseingänge vermerkt sind.
Gerhard Teich verstarb im Mai 1986.
Der Norddeutsche Rundfunk NDR brachte im Schleswig-Holstein-Magazin am 9. März 2014 unter dem Titel „Der Agent in der Bibliothek“ einen Beitrag in der Serie Zeitreise zur Geschichte des Bibliothekars Gerhard Teich: Vom Nazi-Agenten bis zum inoffiziellen Mitarbeiter der Stasi am Institut für Weltwirtschaft. Zeitzeugen aus dem Institut in Kiel schilderten Teich als eigenartigen und zurückgezogenen Menschen, der aus seiner Vergangenheit als SS-Hauptsturmführer keinen Hehl gemacht hatte.